# Арлесгайм
Арлесгайм (нім. Arlesheim) — громада  в Швейцарії в кантоні Базель-Ланд, округ Арлесгайм.

## Географія
Громада розташована на відстані близько 65 км на північ від Берна, 9 км на захід від Лісталя.
Арлесгайм має площу 6,9 км², з яких на 38% дозволяється будівництво (житлове та будівництво доріг), 9,4% використовуються в сільськогосподарських цілях, 52,2% зайнято лісами, 0,4% не є продуктивними (річки, льодовики або гори).

## Демографія
2019 року в громаді мешкало 9158 осіб (+1,7% порівняно з 2010 роком), іноземців було 19,7%. Густота населення становила 1322 осіб/км².
За віковим діапазоном населення розподілялося таким чином: 19,5% — особи молодші 20 років, 53,3% — особи у віці 20—64 років, 27,2% — особи у віці 65 років та старші. Було 4207 помешкань (у середньому 2,1 особи в помешканні).
Із загальної кількості 6045 працюючих 20 було зайнятих в первинному секторі, 1650 — в обробній промисловості, 4375 — в галузі послуг.